# Golfőrültek
A Golfőrültek (eredeti cím: Caddyshack) 1980-ban bemutatott amerikai filmvígjáték, amelyet Harold Ramis rendezett. Az élőszereplős játékfilm producere Douglas C. Kenney. A forgatókönyvet Brian Doyle-Murray, Harold Ramis és Douglas C. Kenney írta, a zenéjét Johnny Mandel szerezte. A mozifilm a Columbia Pictures és az Orion Pictures gyártásában készült, a Warner Bros. forgalmazásában jelent meg.
Amerikában 1980. július 25-én mutatták be a mozikban, Magyarországon 1992. február 9-én az HBO-n vetítették le a televízióban.

## Szereplők
| Színész             | Szereplő          | Magyar hang      |
| ------------------- | ----------------- | ---------------- |
| Chevy Chase         | Ty Webb           | Csankó Zoltán    |
| Rodney Dangerfield  | Al Czervik        | Velenczey István |
| Ted Knight          | Smails bíró       | Szabó Ottó       |
| Michael O’Keefe     | Danny Noonan      | Fekete Zoltán    |
| Bill Murray         | Carl Spackler     | Lippai László    |
| Sarah Holcom        | Maggie O’Hooligan | Györgyi Anna     |
| Scott Colomby       | Tony D’Annunzio   | Bor Zoltán       |
| Cindy Morgan        | Lacey Underall    | N/A              |
| Dan Resin           | Dr. Beeper        | N/A              |
| Henry Wilcoxon      | A püspök          | N/A              |
| Albert Salmi        | Mr. Noonan        | Horkai János     |
| Elaine Aiken        | Mrs. Noonan       | Pásztor Erzsi    |
| Lois Kibbee         | Mrs. Smails       | Kassai Ilona     |
| Scott Jackson       | Chuck Schick      | Forgács Péter    |
| John F. Barmon, Jr. | Spaulding Smails  | N/A              |
| Brian Doyle-Murray  | Lou Loomis        | N/A              |
| Jackie Davis        | Smoke Porterhouse | N/A              |
| Hamilton Mitchell   | Motormouth        | N/A              |
| Eredeti hang        | Szereplő          | Magyar hang      |
| Frank Welker        | Ürge              | saját hangján    |

## Televíziós megjelenések
HBO, TV3, RTL Klub, Viasat 3